# Библиография Арчибальда Кронина
Арчиба́льд Джо́зеф Кро́нин (англ. Archibald Joseph Cronin; 19 июля 1896 — 6 января 1981) — шотландский писатель и врач. Родился в деревне Кардросс в графстве Данбартоншир (Шотландия). В 1926 году Кронин открыл медицинскую практику в Лондоне, а в 1930 году из-за ухудшения здоровья он отправился на родину, где за 3 месяца написал своё дебютное произведение — роман «Замок Броуди», который моментально завоевал успех и открыл для начинающего писателя литературную карьеру.
Одна из самых значительных работ Арчибальда Кронина — роман «Цитадель», опубликованный в 1937 году, сюжет которого основан на врачебном опыте самого автора. В список наиболее известных российскому читателю романов писателя входят также: «Звёзды смотрят вниз», «Ключи Царства», «Юные годы», «Путь Шеннона», «Вычеркнутый из жизни», «Памятник крестоносцу».
Библиография Кронина состоит из более чем 70 произведений, в том числе из 23 романов, 42 рассказов и 5 сборников. На русский язык переведены только самые известные из них.

## Романы
Такие романы как «Гран-Канария» (1933), «Звёзды смотрят вниз» (1935), «Дама с гвоздиками» (1936), «Бдение в ночи» (1939), «Доблестные годы» (1940), «Грейси Линдси» (1949) и «Побег от страха» (1954) являются романами-фельетонами.
| Год  | Название                                                  | Оригинальное название                | Экранизация            | Прим.       |
| ---- | --------------------------------------------------------- | ------------------------------------ | ---------------------- | ----------- |
| 1931 | Замок Броуди                                              | Hatter’s Castle                      | 1942                   | [ 1 ] [ 2 ] |
| 1932 | Три любви                                                 | Three Loves                          | —                      | [ 1 ] [ 2 ] |
| 1933 | Гран-Канария                                              | Grand Canary                         | 1934                   | [ 1 ] [ 2 ] |
| 1935 | Звёзды смотрят вниз                                       | The Stars Look Down                  | 1940                   | [ 1 ] [ 2 ] |
| 1936 | Дама с гвоздиками                                         | Lady with Carnations                 | —                      | [ 1 ] [ 2 ] |
| 1937 | Цитадель                                                  | The Citadel                          | 1938, 1971, 1972, 1982 | [ 1 ] [ 2 ] |
| 1939 | Бдение в ночи                                             | Vigil in the Night                   | 1940                   | [ 1 ] [ 2 ] |
| 1940 | Зачарованный снег                                         | Enchanted Snow                       | —                      | [ 1 ] [ 2 ] |
| 1940 | Доблестные годы                                           | The Valorous Years                   | —                      | [ 1 ] [ 2 ] |
| 1941 | Ключи Царства (Ключи от Царства)                          | The Keys of the Kingdom              | 1944                   | [ 1 ] [ 2 ] |
| 1944 | Юные годы                                                 | The Green Years                      | 1946                   | [ 1 ] [ 2 ] |
| 1948 | Путь Шеннона (сиквел романа «Юные годы»)                  | Shannon’s Way                        | —                      | [ 1 ] [ 2 ] |
| 1949 | Грейси Линдси                                             | Gracie Lindsay                       | —                      | [ 1 ] [ 2 ] |
| 1950 | Испанский садовник                                        | The Spanish Gardener                 | 1957                   | [ 1 ] [ 2 ] |
| 1950 | Вычеркнутый из жизни                                      | Beyond This Place                    | 1955, 1958, 1959, 1967 | [ 1 ] [ 2 ] |
| 1954 | Побег от страха                                           | Escape from Fear                     | —                      | [ 1 ] [ 2 ] |
| 1956 | Памятник крестоносцу                                      | A Thing of Beauty (Crusader’s Tomb)  | —                      | [ 1 ] [ 2 ] |
| 1958 | Северный свет                                             | The Northern Light                   | —                      | [ 1 ] [ 2 ] |
| 1959 | Местный врач                                              | The Native Doctor (An Apple in Eden) | —                      | [ 1 ] [ 2 ] |
| 1961 | Древо Иуды                                                | The Judas Tree                       | 1975                   | [ 1 ] [ 2 ] |
| 1964 | Песенка в шесть пенсов                                    | A Song of Sixpence                   | —                      | [ 1 ] [ 2 ] |
| 1969 | И карман пшеницы (сиквел романа «Песенка в шесть пенсов») | A Pocketful of Rye                   | —                      | [ 1 ] [ 2 ] |
| 1975 | Мальчик-менестрель                                        | Desmonde (The Minstrel Boy)          | —                      | [ 1 ] [ 2 ] |

## Повести
В 1934 году впервые было экранизировано произведение Кронина: фильм «Однажды для каждой женщины» снят по мотивам повести «Калейдоскоп в „К“».
«Сельский доктор» — повесть, открывающая цикл произведений о докторе Финли.
| Год  | Название          | Оригинальное название | Экранизация | Прим. |
| ---- | ----------------- | --------------------- | ----------- | ----- |
| 1933 | Калейдоскоп в «К» | Kaleidoscope in «K»   | 1934        | [ 1 ] |
| 1933 | Женщина Земли     | Woman of the Earth    | —           | [ 1 ] |
| 1935 | Сельский доктор   | Country Doctor        | —           | [ 1 ] |

## Рассказы
Все рассказы Арчибальда Кронина, кроме последнего — «The Innkeeper’s Wife», были написаны в период с 1935 по 1939 год и опубликованы на то время в литературном журнале Hearst’s International Combined with Cosmopolitan, а позже собраны и переизданы в нескольких сборниках, в том числе и после смерти автора. Также эти рассказы, как и новелла Кронина «Сельский доктор» (1935), образуют цикл произведений о вымышленном докторе Финлее (англ. Dr. Finlay).
Рождественский рассказ «The Innkeeper’s Wife» (русс. Жена трактирщика) сначала появился в номере The American Weekly от 21 декабря 1958 года, а затем был напечатан в виде книги издательством Hearst Publishing и сопровождался иллюстрациями Бена Стала.
| Название                                  | Оригинальное название          | В сборнике                                            | Прим.               |
| ----------------------------------------- | ------------------------------ | ----------------------------------------------------- | ------------------- |
| Радикальное средство доктора Финлея       | Finlay’s Drastic Cure          | «Приключения чёрного саквояжа» «Dr Finlay’s Casebook» | [ 1 ] [ 9 ] [ 10 ]  |
| Пантомима                                 | Pantomime                      | «Приключения чёрного саквояжа» «Dr Finlay’s Casebook» | [ 1 ] [ 9 ] [ 10 ]  |
| Сёстры Скоби                              | The Sisters Scobie             | «Приключения чёрного саквояжа» «Dr Finlay’s Casebook» | [ 1 ] [ 9 ] [ 10 ]  |
| Жена героя                                | Wife of a Hero                 | «Приключения чёрного саквояжа» «Dr Finlay’s Casebook» | [ 1 ] [ 9 ] [ 10 ]  |
| Неверное решение                          | The Resolution that Went Wrong | «Приключения чёрного саквояжа» «Dr Finlay’s Casebook» | [ 1 ] [ 9 ] [ 10 ]  |
| Потерянная память Коротышки Робисона      | Wee Robison’s Lost Memory      | «Приключения чёрного саквояжа» «Dr Finlay’s Casebook» | [ 1 ] [ 9 ] [ 10 ]  |
| Человек, который вернулся                 | The Man Who Came Back          | «Приключения чёрного саквояжа» «Dr Finlay’s Casebook» | [ 1 ] [ 9 ] [ 10 ]  |
| Чудо Лестрейнджа                          | Miracle By Lestrange           | «Приключения чёрного саквояжа» «Dr Finlay’s Casebook» | [ 1 ] [ 9 ] [ 10 ]  |
| Варенье из дикой малины                   | The Wild Rasp Jam              | «Приключения чёрного саквояжа» «Dr Finlay’s Casebook» | [ 1 ] [ 9 ] [ 10 ]  |
| Хорошо смеётся тот, кто смеётся последним | Who Laughs Last                | «Приключения чёрного саквояжа» «Dr Finlay’s Casebook» | [ 1 ] [ 9 ] [ 10 ]  |
| Медсестра Ангус                           | Enter Nurse Angus              | «Приключения чёрного саквояжа» «Dr Finlay’s Casebook» | [ 1 ] [ 9 ] [ 10 ]  |
| Это просто воспаление                     | Known as Inflammation          | «Приключения чёрного саквояжа» «Dr Finlay’s Casebook» | [ 1 ] [ 9 ] [ 10 ]  |
| Праздник в Данхилле                       | The Fête at Dunhill            | «Приключения чёрного саквояжа» «Dr Finlay’s Casebook» | [ 1 ] [ 9 ] [ 10 ]  |
| Деликатное дело                           | A Delicate Matter              | «Доктор Финлей из Таннохбре» «Dr Finlay’s Casebook»   | [ 1 ] [ 10 ] [ 11 ] |
| Профессиональный этикет                   | Professional Etiquette         | «Доктор Финлей из Таннохбре» «Dr Finlay’s Casebook»   | [ 1 ] [ 10 ] [ 11 ] |
| Пастух дальних холмов                     | The Shepherd of the Far Hills  | «Доктор Финлей из Таннохбре» «Dr Finlay’s Casebook»   | [ 1 ] [ 10 ] [ 11 ] |
| Джанет вне себя                           | Janet Is Not Herself           | «Доктор Финлей из Таннохбре» «Dr Finlay’s Casebook»   | [ 1 ] [ 10 ] [ 11 ] |
| Моральная дилемма                         | A Moral Dilemma                | «Доктор Финлей из Таннохбре» «Dr Finlay’s Casebook»   | [ 1 ] [ 10 ] [ 11 ] |
| Аппендикс доктора Камерона                | Dr Cameron’s Appendix          | «Доктор Финлей из Таннохбре» «Dr Finlay’s Casebook»   | [ 1 ] [ 10 ] [ 11 ] |
| Печальные новости и старое пламя          | Sad News and an Old Flame      | «Доктор Финлей из Таннохбре» «Dr Finlay’s Casebook»   | [ 1 ] [ 10 ] [ 11 ] |
| Пламя погасло                             | The Flame is Extinguished      | «Доктор Финлей из Таннохбре» «Dr Finlay’s Casebook»   | [ 1 ] [ 10 ] [ 11 ] |
| Маленькие страдальцы                      | Suffer the Little Children     | «Доктор Финлей из Таннохбре» «Dr Finlay’s Casebook»   | [ 1 ] [ 10 ] [ 11 ] |
| Тереза                                    | Teresa                         | «Доктор Финлей из Таннохбре» «Dr Finlay’s Casebook»   | [ 1 ] [ 10 ] [ 11 ] |
| Ребёнок Джанет                            | Janet’s Bairn                  | «Доктор Финлей из Таннохбре» «Dr Finlay’s Casebook»   | [ 1 ] [ 10 ] [ 11 ] |
| Надежды доктора Финлея рухнули            | Dr Finlay’s Hopes are Dashed   | «Доктор Финлей из Таннохбре» «Dr Finlay’s Casebook»   | [ 1 ] [ 10 ] [ 11 ] |
| Элис сожалеет                             | Alice Regrets                  | «Доктор Финлей из Таннохбре» «Dr Finlay’s Casebook»   | [ 1 ] [ 10 ] [ 11 ] |
| Беглянка                                  | The Escapee                    | «Доктор Финлей из Таннохбре» «Dr Finlay’s Casebook»   | [ 1 ] [ 10 ] [ 11 ] |
| Клевета!                                  | Libel!                         | «Доктор Финлей из Таннохбре» «Dr Finlay’s Casebook»   | [ 1 ] [ 10 ] [ 11 ] |
| Триумф доктора Камерона                   | Dr Cameron Triumphant          | «Доктор Финлей из Таннохбре» «Dr Finlay’s Casebook»   | [ 1 ] [ 10 ] [ 11 ] |
| Хирург без ножа                           | Surgeon Without a Knife        | Further Adventures of a Country Doctor                | [ 1 ] [ 12 ]        |
| Delirium cordis                           | Delirium Cordis                | Further Adventures of a Country Doctor                | [ 1 ] [ 12 ]        |
| Лучше, чем медицина                       | Better Than Medicine           | Further Adventures of a Country Doctor                | [ 1 ] [ 12 ]        |
| То, что не купишь за деньги               | What Money CAN’T Buy           | Further Adventures of a Country Doctor                | [ 1 ] [ 12 ]        |
| Потери и находки                          | Profit and Loss                | Further Adventures of a Country Doctor                | [ 1 ] [ 12 ]        |
| Человек без воображения                   | No Imagination                 | Further Adventures of a Country Doctor                | [ 1 ] [ 12 ]        |
| Недостойное поведение                     | Conduct Unbecoming             | Further Adventures of a Country Doctor                | [ 1 ] [ 12 ]        |
| Суд богов                                 | Judgment of the Gods           | Further Adventures of a Country Doctor                | [ 1 ] [ 12 ]        |
| Человек, который вернулся                 | The Man Who Came Back          | Further Adventures of a Country Doctor                | [ 1 ] [ 12 ]        |
| Наследственность                          | Inheritance                    | Further Adventures of a Country Doctor                | [ 1 ] [ 12 ]        |
| Ночной звонок                             | Night Call                     | Further Adventures of a Country Doctor                | [ 1 ] [ 12 ]        |
| Третий ингредиент                         | The Third Ingredient           | Further Adventures of a Country Doctor                | [ 1 ] [ 12 ]        |
| Жена трактирщика                          | The Innkeeper’s Wife           |                                                       | [ 1 ] [ 8 ]         |

## Сборники
Сборник «Приключения чёрного саквояжа» впервые был опубликован в 1943 году и состоял из 6 рассказов. Позднее, в 1969 году, он был переработан.
После смерти Кронина были изданы ещё 2 сборника: «Dr Finlay’s Casebook» (2010) включает в себя рассказы из уже опубликованных ранее сборников, а «Further Adventures of a Country Doctor» (2017) состоит из рассказов, которые публиковались только в журнале Hearst’s International Combined with Cosmopolitan с 1935 по 1939 год.
| Год  | Название                               | Оригинальное название                  | Содержание                                                                             | Прим.               |
| ---- | -------------------------------------- | -------------------------------------- | -------------------------------------------------------------------------------------- | ------------------- |
| 1943 | Приключения чёрного саквояжа           | Adventures of a Black Bag              | 13 рассказов                                                                           | [ 1 ] [ 9 ] [ 14 ]  |
| 1958 | Омнибус Кронина                        | The Cronin Omnibus                     | Три романа: «Замок Броуди», «Цитадель» и «Ключи Царства»                               | [ 1 ] [ 15 ]        |
| 1978 | Доктор Финлей из Таннохбрэ             | Doctor Finlay of Tannochbrae           | 16 рассказов                                                                           | [ 1 ] [ 11 ] [ 16 ] |
| 2010 | История болезни доктора Финли          | Dr Finlay’s Casebook                   | 29 рассказов из сборников «Adventures of a Black Bag» и «Doctor Finlay of Tannochbrae» | [ 1 ] [ 10 ] [ 16 ] |
| 2017 | Дальнейшие приключения сельского врача | Further Adventures of a Country Doctor | 12 рассказов                                                                           | [ 1 ] [ 12 ] [ 17 ] |

## Пьесы
4 марта 1940 года в Глазго (Шотландия) состоялась премьера пьесы А. Кронина «Юпитер смеётся».
| Год  | Название       | Оригинальное название | Экранизация | Прим.              |
| ---- | -------------- | --------------------- | ----------- | ------------------ |
| 1940 | Юпитер смеётся | Jupiter Laughs        | 1941, 1953  | [ 1 ] [ 2 ] [ 19 ] |

## Новелетты
Новелетта (нем. Novellette), собственно «маленькая новелла, повесть» — название фортепианной пьесы свободной формы, с большим количеством тем, впервые введенное в употребление Робертом Шуманом.
| Год  | Название                                  | Оригинальное название            | Прим. |
| ---- | ----------------------------------------- | -------------------------------- | ----- |
| 1940 | Дитя сострадания                          | Child of Compassion              | [ 1 ] |
| 1946 | Человек, который не смог потратить деньги | The Man Who Couldn’t Spend Money | [ 1 ] |

## Автобиографии
В своей автобиографии под названием «Приключения в двух мирах» Арчибальд Кронин с юмором рассказывает о захватывающих событиях своей двойной карьеры врача и писателя.
| Год  | Название                 | Оригинальное название    | Прим.        |
| ---- | ------------------------ | ------------------------ | ------------ |
| 1952 | Приключения в двух мирах | Adventures in Two Worlds | [ 1 ] [ 21 ] |